# 가미히사카타촌
가미히사카타촌(일본어: 上久堅村)은 일본 나가노현 시모이나군에 있던 촌이다. 현재의 이다시에 해당한다.

## 역사
- 1881년 9월 1일 - 히사카타촌이 분립해, 시모히사카타촌, 가미히사카타촌이 성립하였다.
- 1889년 4월 1일 - 정촌제 시행에 의해 가미히사카타촌이 단독으로 자치체를 형성하였다.
- 1964년 3월 31일 - 이다시에 편입해, 동일 가미히사카타촌은 폐지되었다.

## 경제
촌 일대에는 붕괴지나 야산이 펼쳐져 있어 1917년부터 나가노현에 의한 치산사업이, 1937년부터는 국가 직할 치산사업이 전쟁 중에도 계속 진행되었다. 한때는 마을 전체 770가구중 600여명이 산지 정비 사업에 종사하는 등, 마을의 농촌 경제를 지탱하는 사업이 마을을 지탱하는 역전 현상도 있었다. 쇼와 초기에 촌내에 150ha 이상 존재했던 황폐지는 점차 복구되었고, 1956년에는 직영 산지정리 사업도 종료되었다. 황폐지 대부분은 숲으로 복원되었다.

## 교통

### 도로
- 국도 제152호선 (현 국도 제256호선)

## 참고문헌
- 角川日本地名大辞典 20 長野県